# 素性测试
素性测试或素数判定，是檢驗一個給定的整數是否為質數的测试。

## 素数
質數是除了自身和1以外，没有其它素数因子的自然数。自从欧几里得证明了有无穷个素数以后，人们就企图寻找一个可以构造所有素数的公式，寻找判定一个自然数是不是素数的方法。因为素数的地位非常重要。

## 素数判定的历史
鉴别一个自然数是素数还是合数，这个问题在中世纪就引起人们注意，当时人们试图寻找質数公式，到了高斯时代，基本上确认了简单的質数公式是不存在的，因此，高斯认为对素性判定是一个相当困难的问题。从此以后，这个问题吸引了大批数学家。
質性判斷演算法可分為兩大類，確定性演算法及隨機演算法。前者可給出確定的結果但通常較慢，後者則反之。詳見以下列表。

## 確定型演算法
- 試除法（埃拉托斯特尼篩法）
  - 嘗試從 {\displaystyle 2} 到 {\displaystyle {\sqrt {N}}} 的整數是否整除 {\displaystyle N}。

```
// 以 C 語言實現埃拉托斯特尼篩法

// 用以判斷質數的 is_prime 副函式

int
 
is_prime
(
int
 
x
)

{

    
if
(
x
 
<
 
2
)
 
return
 
0
;
            
// 1 不是質數，且不考慮負整數與 0，故輸入 x<=1 時回傳 0

    
for
(
int
 
i
 
=
 
2
;
 
i
 
*
 
i
 
<=
 
x
;
 
++
i
)

        
if
(
x
 
%
 
i
 
==
 
0
)
 
return
 
0
;
    
// 一旦出現整除，回傳 0

    
return
 
1
;
                       
// 迴圈跑完後都沒有整除，回傳 1

}

```

- 威尔逊定理
  - 当且仅当{\displaystyle p}为質數时：

{\displaystyle (p-1)!\ \equiv \ -1\ ({\mbox{mod}}\ p)}
- 卢卡斯-莱默检验法
- AKS質數測試
  - PRIMES is in P這篇論文提到的方法，是第一個多項式時間的質數測試演算法。

## 隨機演算法
- 费马素性检验
  - 利用費馬小定理來測試。
- 米勒-拉賓檢驗
- 歐拉-雅科比測試 
  - 對於n，挑選随机的{\displaystyle a<n}，測試{\displaystyle ({a \over n})=a^{(n-1)/2}\mod n}，这里{\displaystyle ({a \over n})}为雅可比符号。如果N為質數，等式一定成立；如果N為合數，等式有一半的機率不成立。